# 哈尔滨公交3路
哈尔滨公交3路是哈尔滨公交的一条线路，由香坊区香坊大街（红旗大街路口）到道外区松浦大桥南，全长13.4公里。本路线曾有延伸至松浦大桥北的计划，但目前仍未实施。

## 历史
- 1949年，路线开通，路线为草料街至桃花巷，全长9.3公里，配车4辆，由哈尔滨市公共汽车总公司负责运营。
- 1952年11月，增设部分停靠点。
- 1962年，路线改为横道街经公滨路、中山路、中宣街、宣化街、南通大街、东直路、新道街至桃花巷。全长10.6公里，配车14辆。分区点位于理治街，单程运行时间变为38分。
- 1982年12月，路线改为红旗大街至承德广场。全长10.5公里，配车23辆。单程运行时间变为37分。首末班车时间为5:30和21:30，采取两端同时对发模式。
- 1988年10月，延伸至外环北路终到，全长11.1公里。并更换为哈尔滨HB180型前置柴油铰接公交车，共27辆，单程运行时间变为35分[2]。
- 1995年8月10日，更换为龙江LJ6960型柴油前置公交车，共63辆[3]。原有的27辆哈尔滨HB180型前置柴油铰接公交车全部停用并报废。
- 2002年，更换为黄海DD6103HS型后置柴油公交车和黄海DD6102HSA型后置柴油公交车，同时废除5角/1元分段票价模式，并取消理治街分区点，改为无人售票，为1元一票制。原有的63辆龙江LJ6960型柴油前置公交车全部停用并报废。
- 2004年，增添黄海DD6980S02型前置公交车。
- 2007年11月，增添曾用于哈尔滨公交338路的黄海DD6102HSA型后置柴油公交车。
- 2008年6月，增添曾用于哈尔滨公交17路的黄海DD6107S03型前置公交车。
- 2009年2月，增添曾用于哈尔滨公交107路的龙江LJK6103Q型前置公交车、曾用于哈尔滨公交6路的黄海DD6107S03型前置公交车、曾用于哈尔滨公交14路的黄海DD6107S05型前置公交车和曾用于哈尔滨公交12路的黄海DD6102HSA型后置柴油公交车和黄海DD6107S03型前置公交车。
- 2009年3月30日，因哈尔滨地铁施工导致一曼街封闭，取消宣化街-一曼街走向，改为宣化街-北宣桥街-东大直街-一曼街走向。并临时取消哈工程大学站，临时增设位于东大直街的哈工程大学站[4]。
- 2009年4月，将黄海DD6103HS型后置柴油公交车分配至哈尔滨公交1路继续使用，同时停用并报废黄海DD6102HSA型后置柴油公交车。
- 2009年6月21日，因横道街施工，去往外环北路方向取消香坊大街-横道街-公滨路走向，改为香坊大街-司徒街-公滨路走向[5]。
- 2009年9月1日，横道街施工结束，3路恢复原有走向
- 2009年9月18日，因景阳街改造，改为一面街终到[6]。
- 2010年1月1日，因哈尔滨地铁施工进度需要，3路恢复原有走向。
- 2010年7月2日，因文昌立交桥施工，去往一面街方向取消中宣街-宣化街走向，改为中宣街-长江路-宣庆街-黄河路-理治街-宣化街走向，临时取消宣化街站[7]。
- 2010年8月21日，因文昌立交桥施工进度需要，封闭宣化街，去往香坊大街（红旗大街路口）方向改为宣化街-理治街-十字街-宣信街-宣化街走向，临时取消理治街站[8]。
- 2010年10月1日，宣化街施工结束，3路恢复原有走向[9]。
- 2010年11月19日，改为松浦大桥南终到。
- 2011年1月，增添曾用于哈尔滨公交6路的黄海DD6109S03F型前置燃气公交车和一汽CA6105SQ9型前置燃气公交车。同时停用并报废黄海DD6980S02型前置公交车。
- 2011年8月，增添曾用于哈尔滨公交19路的一汽CA6105SQ9型前置燃气公交车。
- 2012年9月1日，更换为金旅XML6105J18CN型后置燃气公交车，共30辆[10]。将黄海DD6107S03型前置公交车全部分配至哈尔滨公交4路继续使用，将黄海DD6109S03F型前置燃气公交车和一汽CA6105SQ9型前置燃气公交车全部分配至哈尔滨公交19路继续使用。同时将黄海DD6107S05型前置公交车全部停用并报废。
- 2012年9月7日，抽调部分金旅XML6105J18CN型后置燃气公交车至哈尔滨公交12路继续使用。
- 2012年12月8日，将支援哈尔滨公交12路的金旅XML6105J18CN型后置燃气公交车调回至3路继续使用。
- 2015年10月26日，因哈尔滨市公共汽车总公司与哈尔滨市公共电车总公司合并为哈尔滨交通集团公共交通有限公司，本路线变为由哈尔滨交通集团公共交通有限公司经营[11]。
- 2016年3月31日，被授予“冬运工作先进公交线路”称号[12]。

## 车站一览

### 现行沿途车站
| 序号 | 車站名稱                 | 松浦大桥南方向 位置（下行） | 香坊大街（红旗大街路口）方向 位置（上行） | 换乘轨道交通 |
| ---- | ------------------------ | --------------------------- | ----------------------------------------- | ------------ |
| 1    | 香坊大街（红旗大街路口） | 红旗大街/香坊大街           | 红旗大街/香坊大街                         |              |
| 2    | 横道街                   | 公滨路                      | 公滨路                                    |              |
| 3    | 西香坊                   | 公滨路/香顺街               | 公滨路/中山路/三合路                      |              |
| 4    | 省医院                   | 中山路/三辅街               | 中山路/三辅街                             |              |
| 5    | 天鹅饭店                 | 中山路                      | 中山路                                    |              |
| 6    | 省公安厅                 | 中宣街                      |                                           |              |
| 7    | 省政府                   |                             | 中山路                                    |              |
| 8    | 宣化街                   | 宣化街                      | 宣化街/文昌街/宣信街/宣智街               |              |
| 9    | 理治街                   | 宣化街/理治街               | 宣化街/理治街                             |              |
| 10   | 大成街                   | 宣化街/平准街               | 宣化街/大成街                             |              |
| 11   | 奔马汽配城（先锋路）     | 宣化街                      | 宣化街/建工街                             |              |
| 12   | 育红小学                 | 宣化街/花园街               | 宣化街/沿河路                             |              |
| 13   | 哈工程大学               | 一曼街/宣化街/北宣桥街      | 一曼街/新文街                             | 工程大学站   |
| 14   | 烟厂                     | 一曼街/东大直街/公安街      | 一曼街/燎原街                             |              |
| 15   | 南极街                   | 承德街/南康街               | 承德街/南康街                             |              |
| 16   | 承德广场                 | 承德街/南和街               | 承德街/南平街                             |              |
| 17   | 景阳街                   | 景阳街                      | 景阳街/靖宇街                             |              |
| 18   | 道外三道街               | 大新街                      | 大新街                                    |              |
| 19   | 道外七道街               | 大新街/北七道街             | 大新街/北七道街                           |              |
| 20   | 道外十二道街             | 大新街/北十二道街           | 大新街/北十二道街                         |              |
| 21   | 道外十六道街             | 北新街/北十六道街           | 北新街/北十六道街                         |              |
| 22   | 道台府                   | 北新街/北十八道街           | 北新街/北十九道街                         |              |
| 23   | 松浦大桥南               | 景兴胡同                    | 景兴胡同                                  |              |

### 过去沿途车站
| 序号 | 車站名稱                 | 一面街方向 位置（下行）         | 香坊大街（红旗大街路口）方向 位置（上行） | 换乘轨道交通 |
| ---- | ------------------------ | ------------------------------- | ----------------------------------------- | ------------ |
| 1    | 香坊大街（红旗大街路口） | 红旗大街/香坊大街               | 红旗大街/香坊大街                         |              |
| 2    | 横道街                   | 公滨路                          | 公滨路                                    |              |
| 3    | 西香坊                   | 公滨路/香顺街                   | 公滨路/中山路/三合路                      |              |
| 4    | 省医院                   | 中山路/三辅街                   | 中山路/三辅街                             |              |
| 5    | 天鹅饭店                 | 中山路                          | 中山路                                    |              |
| 6    | 省政府                   |                                 | 中山路                                    |              |
| 7    | 省公安厅                 | 中宣街                          |                                           |              |
| 8    | 宣化街                   | 宣化街                          | 宣化街/文昌街/宣信街/宣智街               |              |
| 9    | 理治街                   | 宣化街/理治街                   | 宣化街/理治街                             |              |
| 10   | 大成街                   | 宣化街/平准街                   | 宣化街/大成街                             |              |
| 11   | 奔马汽配城（先锋路）     | 宣化街                          | 宣化街/建工街                             |              |
| 12   | 美华修配厂               | 宣化街/花园街                   | 宣化街/沿河路                             |              |
| 13   | 哈工程大学               | 一曼街/宣化街/北宣桥街          | 一曼街/新文街                             |              |
| 14   | 烟厂                     | 一曼街/东大直街/公安街          | 一曼街/燎原街                             |              |
| 15   | 南极街                   | 承德街/南康街                   | 承德街/南康街                             |              |
| 16   | 承德广场                 | 承德街/南和街                   | 承德街/南平街                             |              |
| 17   | 景阳街                   | 景阳街                          | 景阳街/靖宇街                             |              |
| 18   | 北环商城                 | 大新街                          | 大新街                                    |              |
| 19   | 一面街                   | 友谊路/一面街/江桥胡同/巡船胡同 | 友谊路/一面街/江桥胡同/巡船胡同           |              |

## 车型图片

### 过去用车型

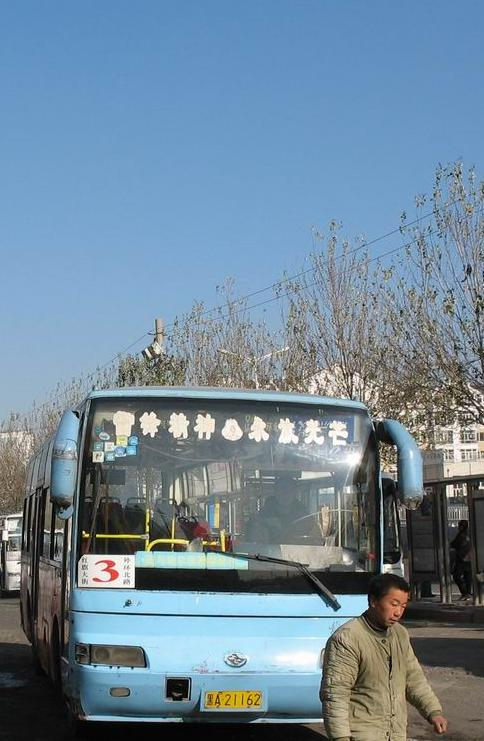
DD6103HS（2002年-2009年4月）
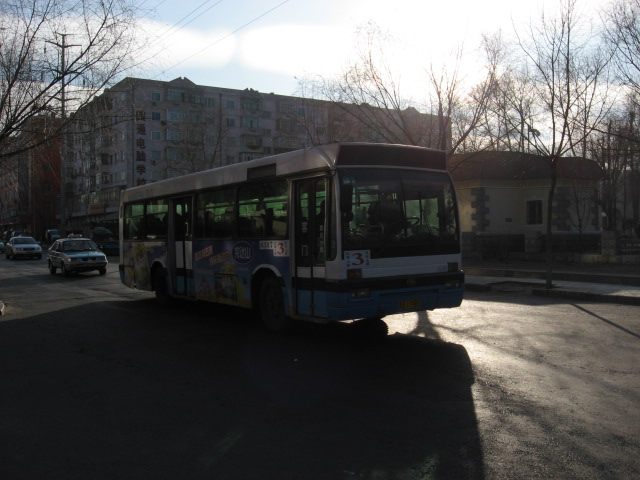
DD6102HSA（2007年11月-2009年4月）
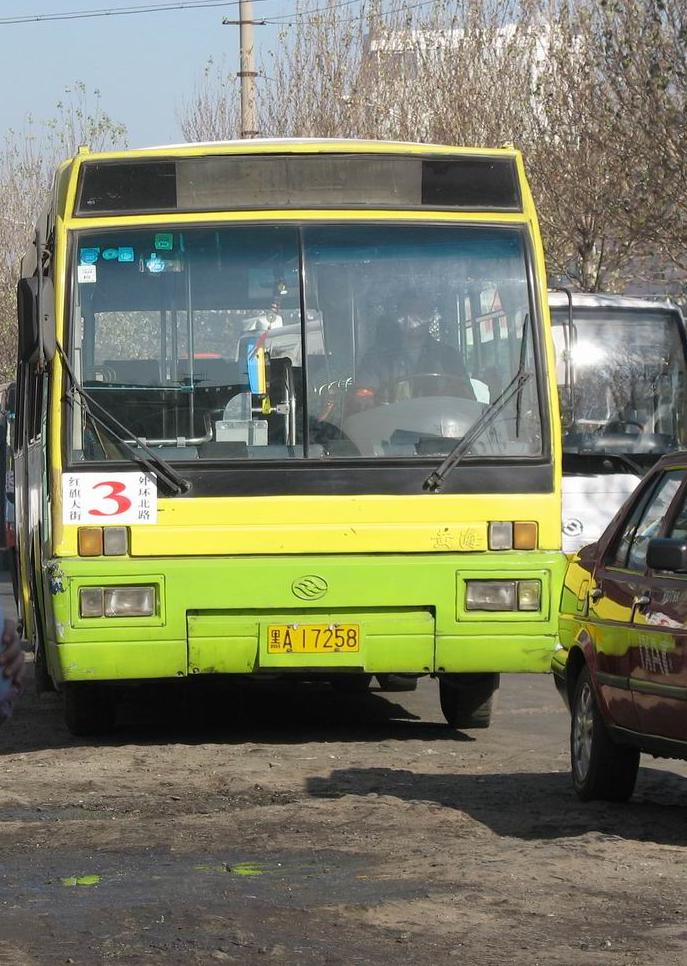
DD6102HSA（2007年11月-2009年4月）
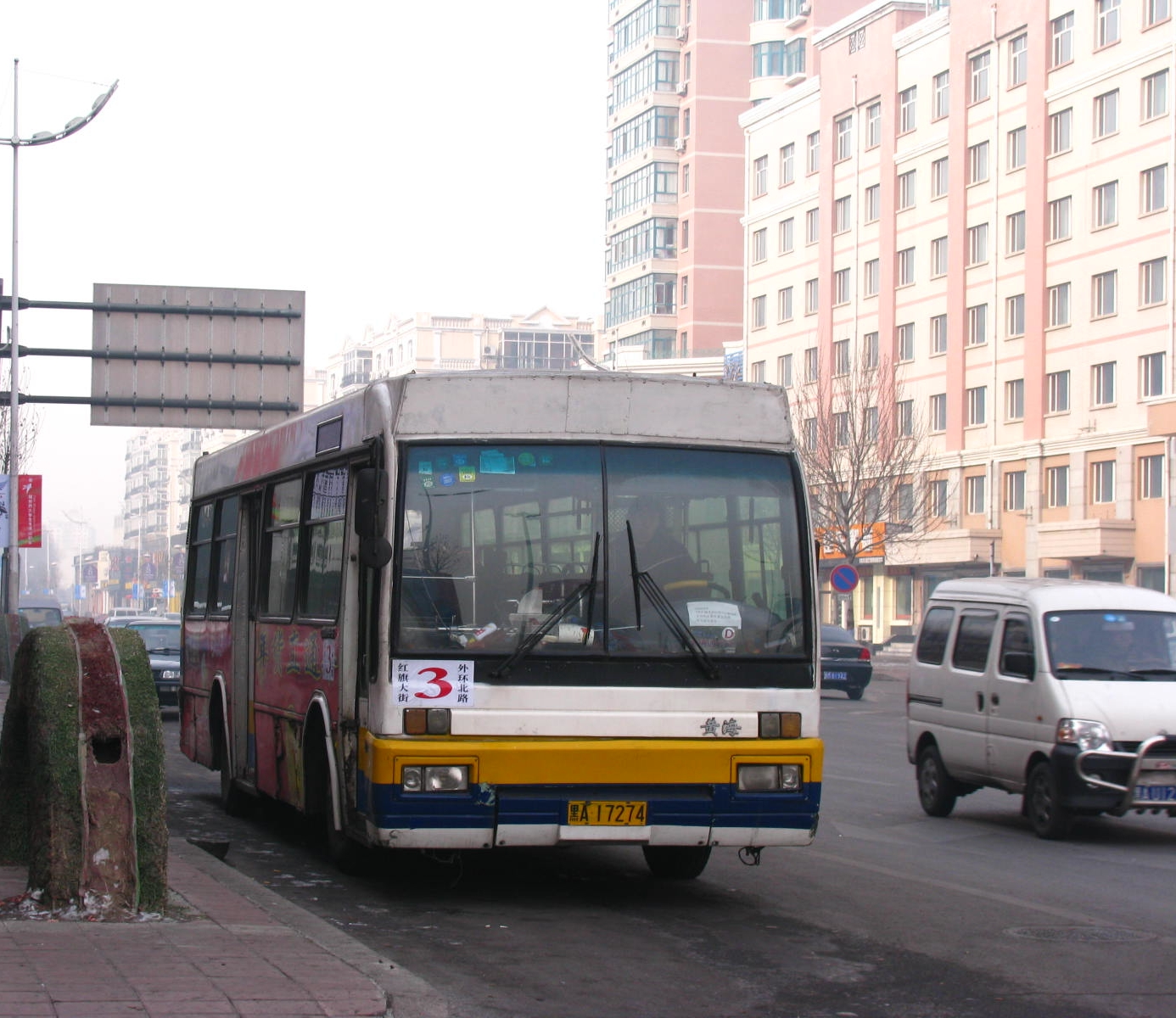
DD6102HSA（2009年2月-2009年4月）
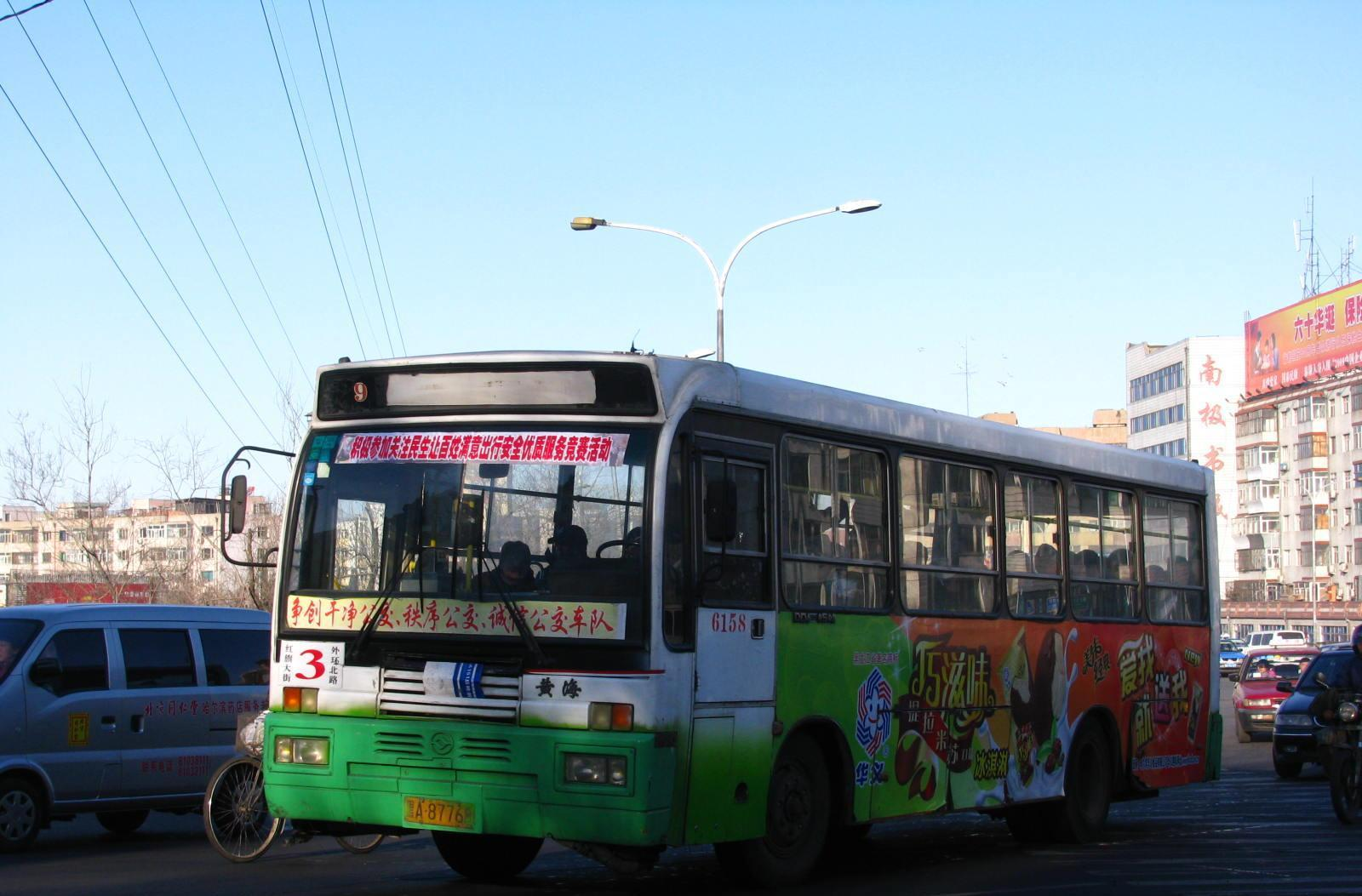
DD6980S02（2004年-2011年1月）
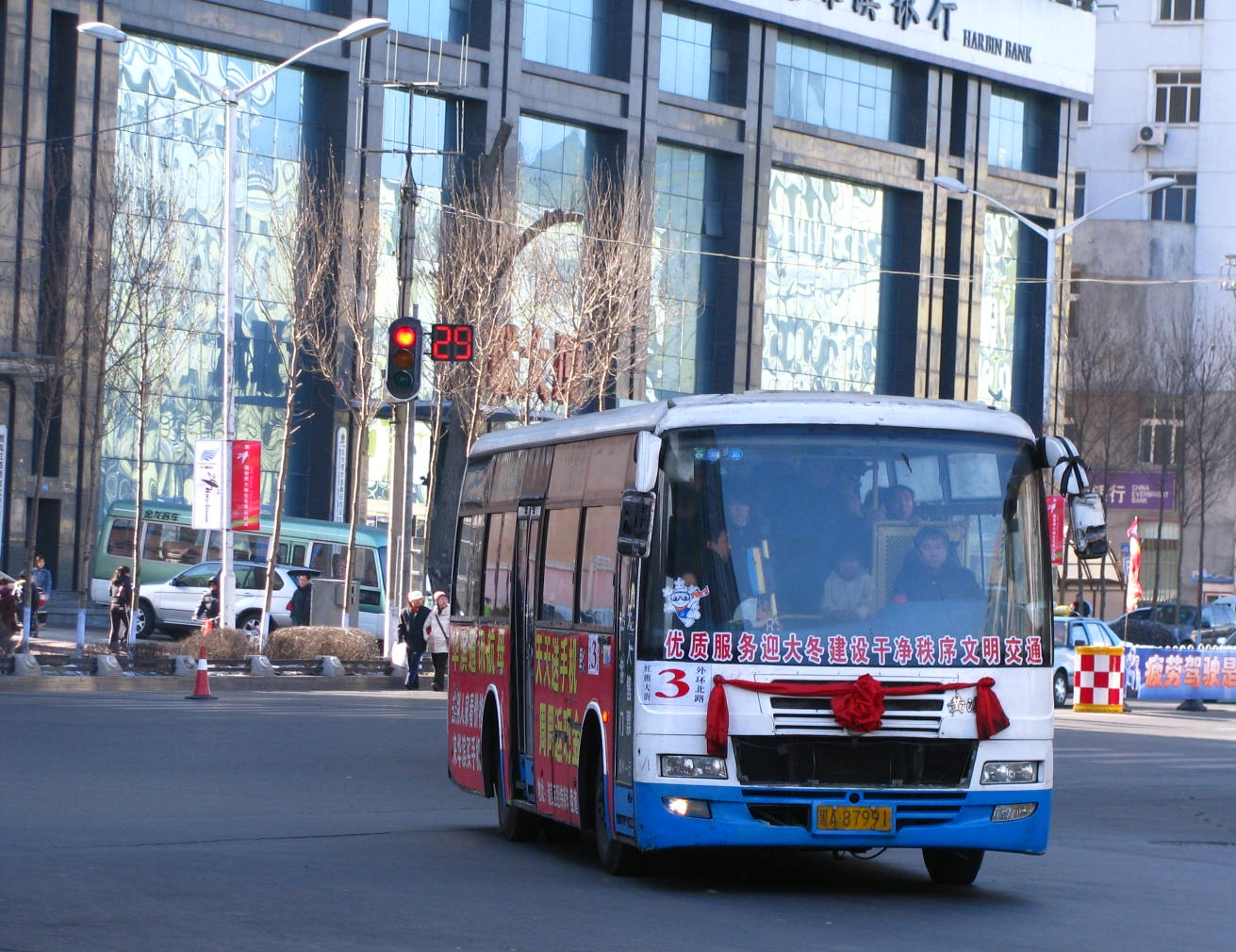
DD6107S03（2009年2月-2012年8月31日）
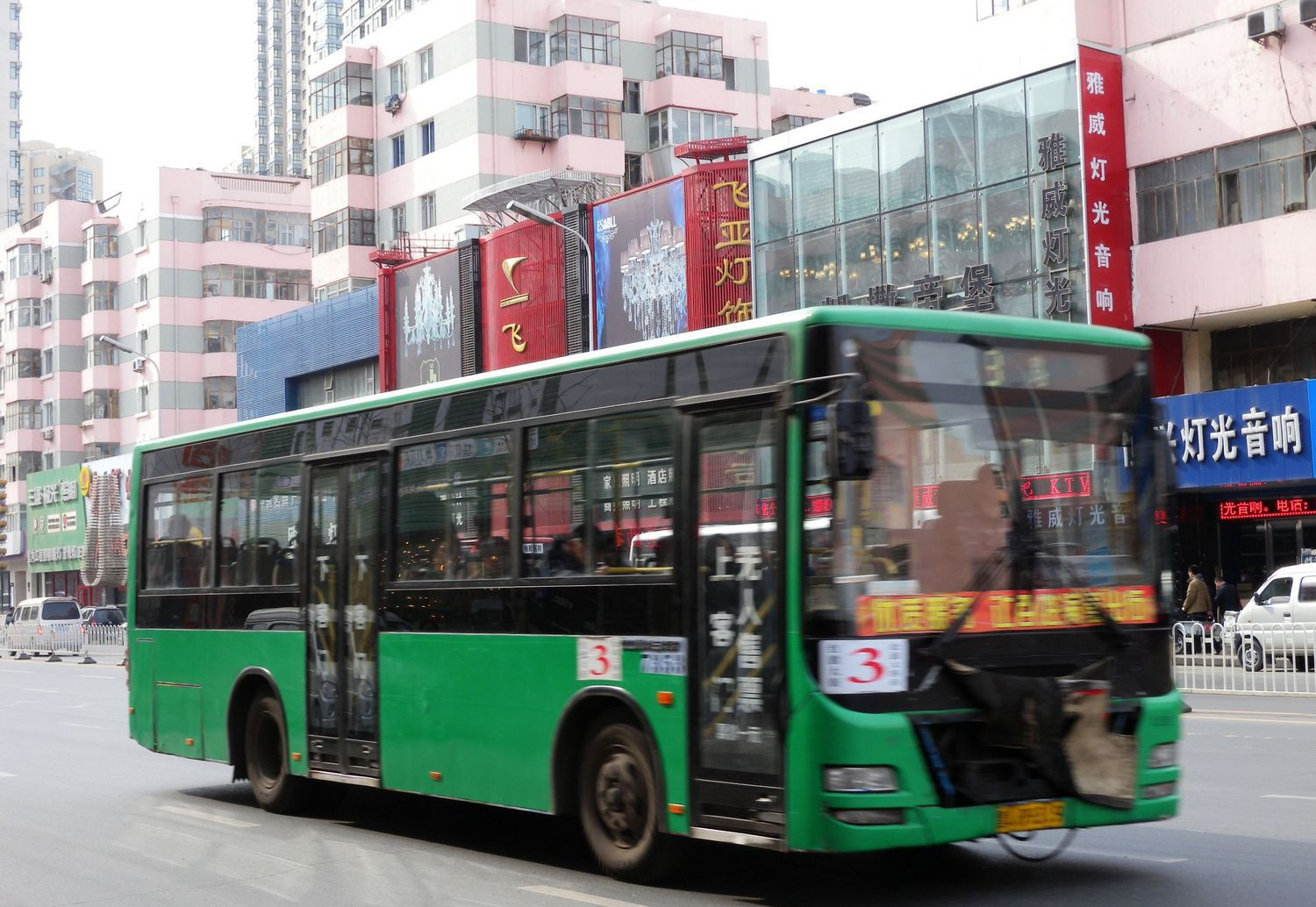
DD6109S03F（2011年1月-2012年8月31日）
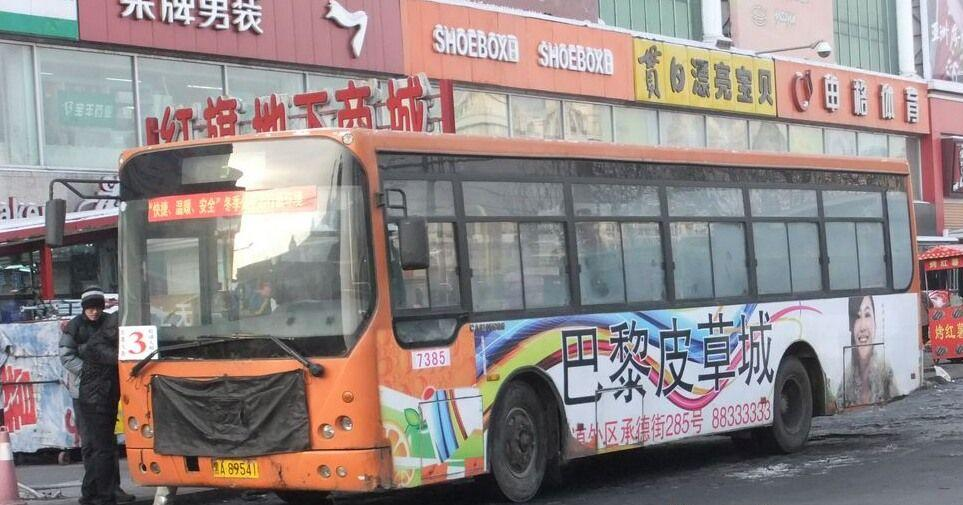
CA6105SQ9（2011年1月-2012年8月31日）

## 事故
- 2005年3月10日下午4时20分，一辆3路公交车在一曼街发生自燃，但乘客全部被及时疏散，没有任何伤亡[14]。
- 2015年1月26日上午8时左右，一辆3路公交车行驶至承德街时，因突然失去控制而冲入人行道，导致一名路人受伤[15]。